# واد أحنصال
واد أحنصال هو مجرى مائي مغربي دائم الجريان بإقليم أزيلال ينتمي للحوض المائي لأم الربيع بالأطلس المتوسط، ينبع من منابع أحنصال بزاوية أحنصال، ويقطع حوالي 30 كلم قبل أن يصب في واد العبيد على مستوى سد بين الويدان.